# Amor de barrio
Amor de barrio é uma telenovela produzida por Roberto Hernández Vázquez para Televisa e exibida pelo Las Estrellas entre 8 de junho e 8 de novembro de 2015, substituindo Muchacha italiana viene a casarse e sendo substituída por Simplemente María, em 111 capítulos.
Durante duas semanas dividiu o horário com os últimos capítulos de Muchacha italiana viene a casarse, e apresentou capítulos de meia hora.
É um remake das novelas Paloma e Muchacha de Barrio, produzidas em 1975 e 1979, respectivamente.
É protagonizada por Renata Notni, Mane de la Parra, Alejandra García e Pedro Moreno; antagonizada por Marisol del Olmo, Jessica Coch, Lisardo, Claudette Maillé e Gabriela Carrillo. Conta com atuações estelares de Julieta Rosen, Manuel Landeta e Marco Muñoz.

## Sinopse
Tudo começa no colorido bairro de La Lagunilla. Cheio de vida, de comércios e de muito movimento, este é um lugar onde convivem os mais variados personagens que vão e vem. Entre eles, encontramos Paloma (Renata Notni), que representa as pessoas que trabalham duro e que compartem a esperança, os desejos e a luta por tornar realidade seus sonhos.
Paloma junto com Laura (Alejandra García), nossa co-protagonista, desejam encontrar o verdadeiro amor ao lado de um bom homem que as ame, as respeite e as valorize. E assim será como encontrarão esse amor em nossos protagonistas: Daniel Márquez Lopezreina (Mane de la Parra) e Raúl Lopezreina Cisneros (Pedro Moreno), que são primos-irmãos.
Nenhum deles sabe o passado escuro de Catalina Lopezreina (Marisol del Olmo), a mulher que fez mal a suas famílias. Mas ao saberem da verdade, os quatro terão que lutar para salvar seu amor enfrentando ao ódio e a maldade desta mulher má.

## PremioTvyNovelas 2016
| Categoria                | Indicados        | Resultados |
| ------------------------ | ---------------- | ---------- |
| Melhor Atriz Antagonista | Marisol del Olmo | Indicado   |

## Elenco[3]
- Renata Notni - Paloma Madrigal / Paloma Cantoral Bernal
- Mane de la Parra - Daniel Márquez Lopezreina
- Alejandra García - Laura Vasconcelos Arriaga / Laura Cruz Arriaga
- Pedro Moreno - Raúl Lopezreina Cisneros
- Marisol del Olmo - Catalina Lopezreina Vda. de Márquez
- Julieta Rosen - Blanca Estela Bernal de Cantoral
- Manuel Landeta - Edmundo Vasconcelos
- Jessica Coch - Tamara Altamirano de Lopezreina / Monalisa
- Marco Muñoz - Gustavo Madrigal / Gustavo Cantoral Portillo[4]
- Lisardo - Adalberto Cruz
- Claudette Maillé - Delfina Gómez
- Montserrat Marañón - Rosa Arriaga de Vasconcelos
- Juan Carlos Barreto - Ariel Lopezreina
- Cecilia Toussaint - Dalia Tovar Vda. de López
- Josh Gutiérrez - Rodrigo López Tovar / Rodrigo Márquez Tovar
- Gabriela Carrillo - María Eugenia Uckerman
- Paul Stanley - Gabriel Madrigal / Gabriel Cantoral Bernal
- Fernanda Arozqueta - Dora Luz Márquez Lopezreina / Dora Luz Cruz Lopezreina
- Queta Lavat - Selma Aragón
- Marcela Morett - Dra. Mirtha Beltrán
- Andrés Almeida - Dr. Paul Dumont
- Alejandra Bogue - Kitzia Ariadna
- Mónicca Gómez - "La Flaca"
- Gilberto de Anda - Claudio Uckerman
- Lalo "El Mimo" - Cosme
- Alex Perea - Tico
- Carlos Speitzer - Josh
- Moisés Suárez - Hermes
- Lucía Guilmáin - María José
- Silvia Lomelí - Quita
- Miguel Ángel Loyo - Isaac Luke
- Andrea Portugal - Mina
- Arturo Posada - Estanislao
- Karina Gidi - Dra. Arusa Diluka
- Mauricio García-Muela - Abraham Beristaín
- Lalo Palacios - Lugo Ponce
- Aquiles Cervantes - Inspetor Jacobo Correa
- Fabiola Santoscoy - Dana
- Melina Escobedo - Lindsy
- Juan Ríos - Saúl Márquez
- Diana Reséndiz - Mica
- Bárbara López - Gesdase
- José María Negri - Dr. Álvaro Zavala
- Ángel Cerlo - Adolfo Luke
- Ricardo Vera - Advogado de Catalina
- Paquita la del Barrio - Ela mesma
- Emma Escalante  - Catalina Lopezreina de Márquez (Jovem)
- Mariannela Cataño - Dalia Tovar (Jovem)
- Diego de Tovar - Gustavo Cantoral Portillo (Jovem)
- Gina Vargas - Rosa Arriaga (Jovem)

## Exibição no Brasil
Foi exibida pelo canal pago TLN Network entre 2 de março a 31 de julho de 2020, substituindo Feridas de Amor e sendo substituída por Mar de Amor.
Está sendo exibida gratuitamente, desde 12 de dezembro de 2022, no canal do YouTube Novelaços, pertencente ao Grupo Televisa, dublado em português, substituindo “Vida Dupla”.

## Audiência
A trama estreou com 16,7 pontos. Foi a audiência de estréia mais baixa do horário desde Un refugio para el amor, em 2012. O último capítulo teve média de 14,7 pontos. Teve média geral de 12.6 pontos. É a audiência mais baixa do horário desde Niña de mi corazón, em 2010.